# Mochi

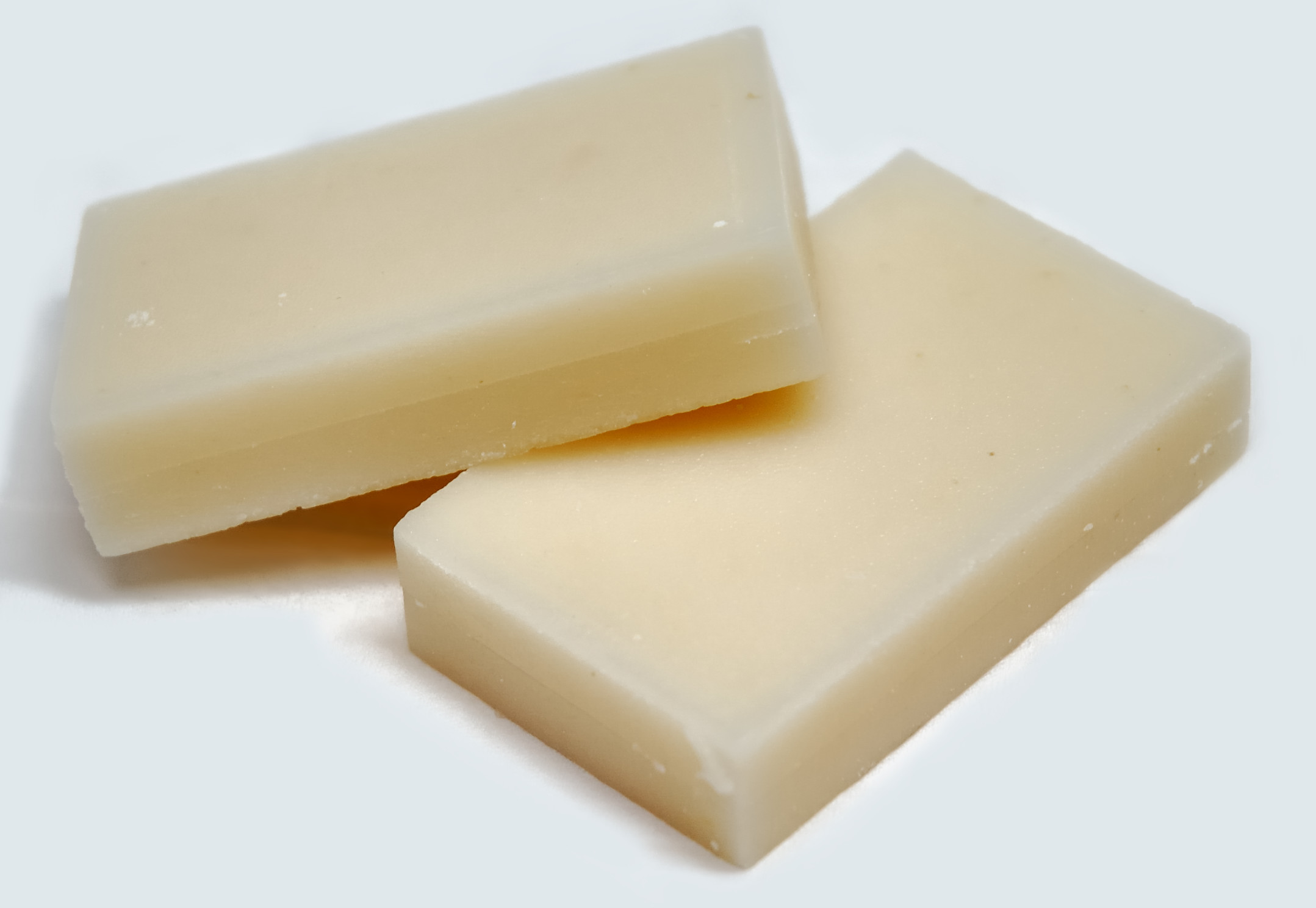
Pastel de arroz Kirimochi o Kakumochi.

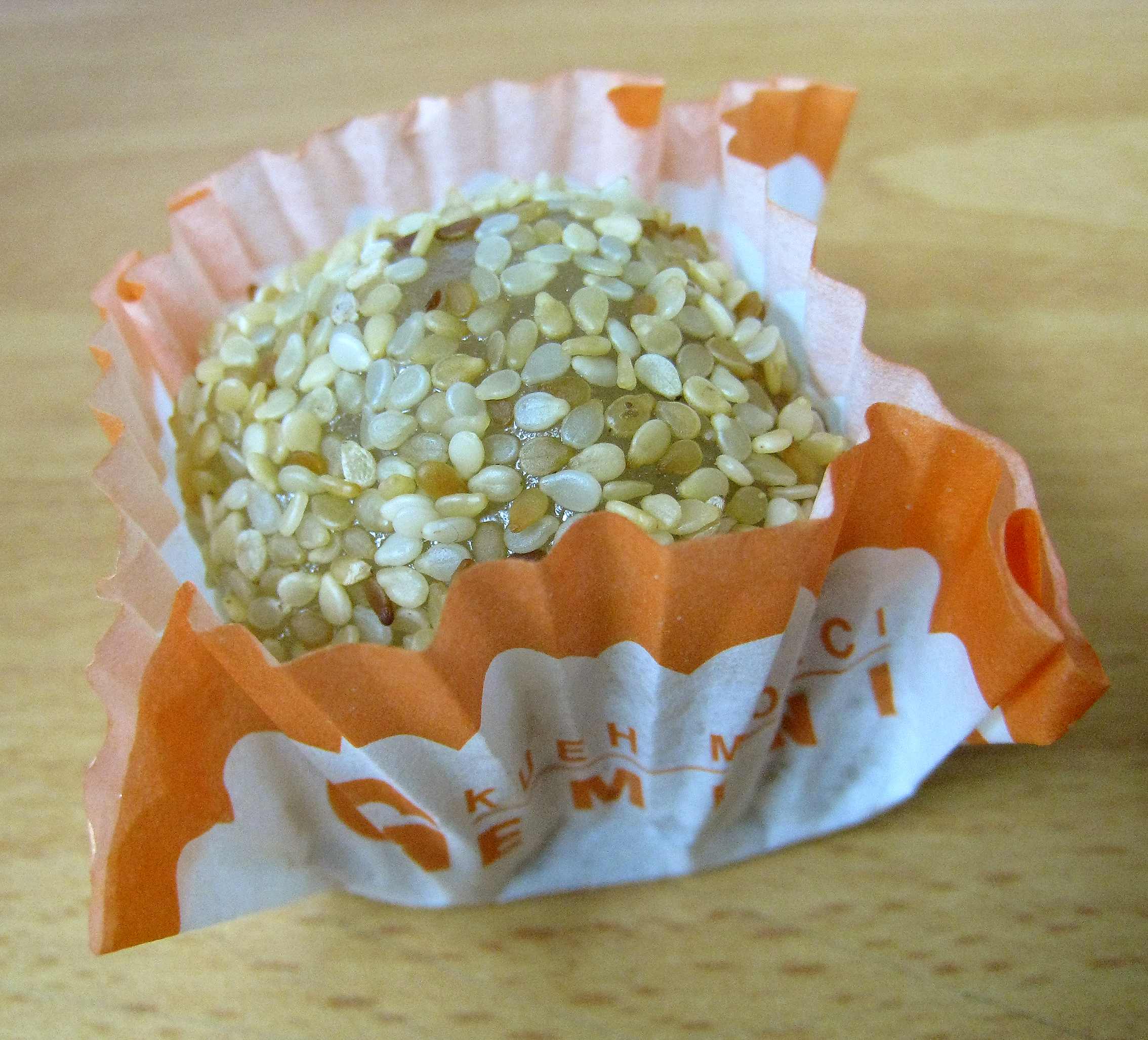
Kue mochi en Indonesia, arroz glutinoso relleno con pasta de cacahuetes y cubierto de semillas de sésamo.

El mochi ( 餅, もち?) es un pastel japonés hecho de mochigome, un pequeño grano de arroz glutinoso. El arroz se machaca hasta convertirlo en una pasta y se moldea con la forma deseada. En Japón se hace tradicionalmente en una ceremonia llamada mochitsuki. Aunque se come durante todo el año, el mochi es un alimento tradicional del año nuevo en Japón y se consume más comúnmente durante esa temporada. La versión coreana de este alimento es llamada tteok (떡).
Mochi es un alimento con varios componentes que consiste en polisacáridos, lípidos, proteínas y agua. El mochi tiene una estructura heterogénea de gel de amilopectina, granos de almidón y burbujas de aire. Este arroz se caracteriza por su grano descascarillado de color blanco no translúcido, y con falta de amilosa en el almidón; y se deriva de medianos o cortos arroces japónica. La concentración de proteína del arroz es un poco más alta que la del arroz normal de grano corto, y los dos también difieren en contenido de amilosa y la translucidez del grano descascarillado. Así, en el arroz mochi, al ser el contenido de amilosa insignificante, se traduce en la característica consistencia de suave gel del mochi.

## Preparación
Tradicionalmente, el mochi se hace con arroz entero glutinoso (similar al grano blanco sin amilosa utilizado en la preparación del Risotto), en un proceso de trabajo intensivo. La ceremonia del mochi tradicional en Japón es llamada Mochitsuki:
1. El arroz glutinoso se pone a remojar durante la noche y se cocina.
2. El arroz cocido se machaca con mazos de madera (kine) en un mortero tradicional (usu). Dos personas se alternarán el trabajo, uno lo golpea y el otro gira y moja el mochi. Deben mantener un ritmo constante o puede ser que accidentalmente se golpeen uno al otro con el pesado kine.
3. A continuación se forma la masa pegajosa, puede ser formada en varias formas (por lo general una esfera o un cubo).

El mochi también se puede preparar con una harina de arroz dulce (mochiko). La harina se mezcla con agua para formar una masa de color blanco opaco pegajosa que se cocina en la sartén o en el microondas hasta que se vuelve elástica y ligeramente transparente.

## Usos comunes

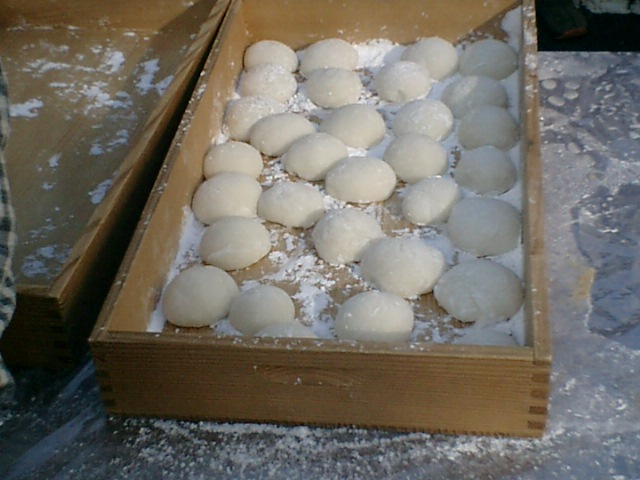
Pastel de arroz Marumochi.

### Confitería
Muchos tradicionales tipos de wagashi y mochigashi (dulces tradicionales japoneses) se hacen con mochi. Por ejemplo, el daifuku es una ronda suave de mochi con un relleno dulce, tales como pasta de frijol rojo o con una pasta blanca de soja (shiro an). Ichigo daifuku es una versión que contiene un relleno de fresa.[cita requerida]
Mochi kusa es una variedad verde del mochi con sabor a yomogi (artemisa). Cuando el daifuku es realizado con mochi kusa, se le llama yomogi daifuku.[cita requerida]

#### Helado
Las pequeñas bolas de helado están envueltas en mochi para hacer helado de mochi. En Japón, este es fabricado por el conglomerado Lotte con el nombre de Yukimi Daifuku, "daifuku helado".

### Sopa
- Oshiruko u ozenzai es una sopa dulce azuki con piezas de mochi. En invierno, los japoneses suelen comerla para calentarse.
- Chikara udon (que significa "udon poderoso") es un plato que consiste en una sopa de fideos udon con mochi tostado.
- Zoni. Ver especialidades del Año Nuevo.

### Especialidades del Año Nuevo
- Kagami mochi es una decoración de Año Nuevo, que tradicionalmente se rompe y se come en un ritual llamado kagami biraki (apertura del espejo).
- Zoni es una sopa que contiene galletas de arroz. También se come el día de Año Nuevo. Además de mochi, el zoni contiene verduras como taro, zanahoria y kamaboko de color rojo y blanco.
- Kinako mochi es un platillo de mochi que se hace tradicionalmente el día de Año Nuevo para la buena suerte. Este estilo de preparación del mochi consiste en asar el mochi sobre un comal al fuego, y luego se sumerge en el agua. Finalmente, se cubre con azúcar y kinako (harina de soja).[cita requerida]

### Otras variaciones
- Dango es un dumpling japonés fabricado con mochiko (harina de arroz).
- Warabimochi realmente no es mochi, pero es como gelatina dulce hecha de helechos de almidón y es cubierto o sumergido en kinako ([harina de soja]) con azúcar. Es popular en el verano, y con frecuencia son vendidos en camiones, de forma no muy diferente a los camiones de helados de los países occidentales.
- "Moffles" (galleta hecha con una tostada de mochi) se ha introducido recientemente.[6] Se hace con una máquina especializada, así como una plancha de gofres tradicional.

## Viscoelasticidad

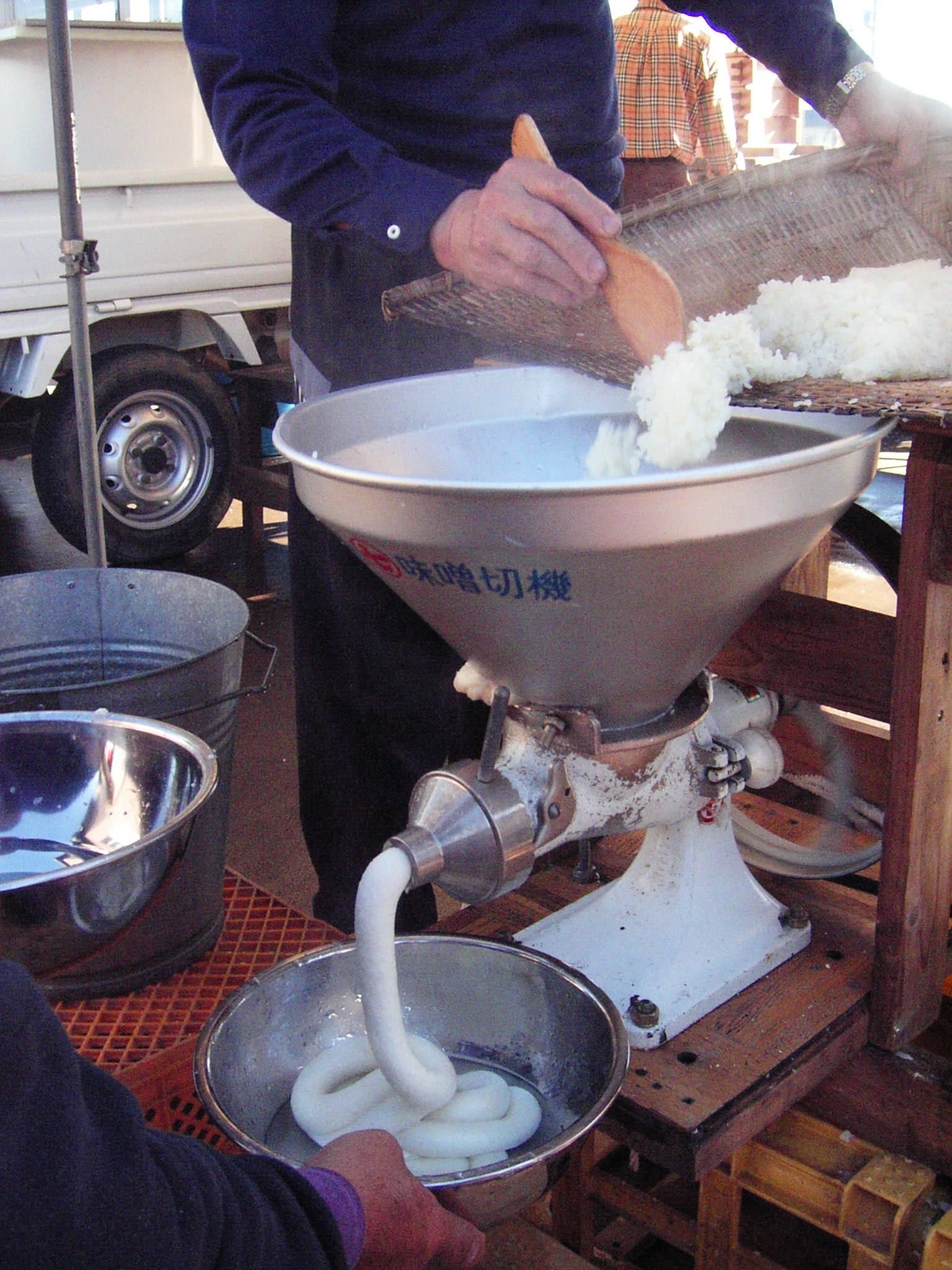
Haciendo mochi con maquinaria moderna.

La característica del mochi es su textura pegajosa debido a los polisacáridos del mismo. La viscosidad y la elasticidad se pueden notar cuando es masticado. Se ven afectadas por muchos factores tales como la concentración de almidón, la consistencia de los gránulos de almidón hinchados, las condiciones de calentamiento (temperatura, tiempo de calentamiento y la velocidad de calentamiento), así como las zonas de unión que interconectan cada cadena polimérica. Los mochis perfectos tienen el equilibrio perfecto entre la viscosidad y la elasticidad de modo que no es inextensible y frágil sino extensible pero firme.
Muchas pruebas se han realizado sobre los factores que afectan las propiedades de viscoelasticidad del mochi. Como las pruebas de punción señalan, las muestras que contienen un sólido (polisacárido) mayor muestran un aumento de la resistencia y por lo tanto es un gel más fuerte y más resistente. Este aumento de la resistencia a la prueba de punción indican que un aumento en la concentración de soluto produce un gel más rígido y más duro con un aumento de la cohesión, unión interna y elasticidad que significa una disminución en el flujo de material o un aumento de la viscosidad. Estos resultados también pueden ser provocados por un aumento en el tiempo de calentamiento. También se realizaron evaluaciones sensoriales de la dureza, la rigidez y la elasticidad de mochi y su relación con la concentración de soluto y el tiempo de calentamiento. Los resultados fueron similares a los de la prueba de punción, las pruebas sensoriales también determinan que la dureza y la elasticidad aumentan con el tiempo de calentamiento y el aumento de concentración de sólidos. Sin embargo, la pegajosidad de las muestras aumenta con el aumento del tiempo de calentamiento y concentración de sólidos hasta un cierto nivel, por encima del cual se observa la tendencia inversa. Es importante entender estas relaciones, porque es indeseable un mochi demasiado duro, o si es demasiado pegajoso y aguado puede ser que se pegue a las paredes del contenedor.

## Riesgos para la salud
Por su textura y viscosidad, al igual 
que con otros alimentos de similares 
características, se recomienda que el mochi sea masticado en porciones pequeñas; ello ya que su consumo descuidado y/o apresurado puede llegar a ocasionar episodios de asfixia, sobre todo en adultos mayores con una menor producción de saliva. De acuerdo con el Departamento de Bomberos  de Tokio, se atiende anualmente en hospitales un promedio de cien casos de ahogamiento en la ciudad, y entre 2006 y 2009 fallecieron dieciocho personas asfixiadas con mochi. Las autoridades del país emiten todos los años alertas sobre el peligro del platillo con la recomendación de cortarlo en trozos pequeños para consumir, y existe una guía de los bomberos sobre cómo ayudar en el caso de una emergencia por ahogamiento.